# Liste des sites Natura 2000 de la Corrèze
Cet article recense les sites Natura 2000 de la Corrèze, en France.

## Statistiques
La Corrèze compte 18 sites classés Natura 2000. 16 bénéficient d'un classement comme site d'intérêt communautaire (SIC), 2 comme zone de protection spéciale (ZPS).

## Liste
| Site                                                                      | Type | Superficie (ha) | Fiche     | Coordonnées                      | Photo |
| ------------------------------------------------------------------------- | ---- | --------------- | --------- | -------------------------------- | ----- |
| Abîme de la Fage                                                          | SIC  | +0 0001,        | FR7401120 | 45° 04′ 43″ nord, 1° 31′ 37″ est |       |
| Forêt de la Cubesse                                                       | SIC  | +00150,         | FR7401110 | 45° 32′ 12″ nord, 2° 03′ 34″ est |       |
| Gorges de la Vézère autour de Treignac                                    | SIC  | +00350,         | FR7401109 | 45° 34′ 40″ nord, 1° 50′ 43″ est |       |
| Haute vallée de la Vienne                                                 | SIC  | +01 318,        | FR7401148 | 45° 45′ 28″ nord, 1° 40′ 10″ est |       |
| Landes des Monédières                                                     | SIC  | +00244,         | FR7401107 | 45° 27′ 58″ nord, 1° 50′ 52″ est |       |
| Landes et pelouses serpentinicoles du Sud Corrézien                       | SIC  | +00115,         | FR7401108 | 44° 59′ 26″ nord, 1° 55′ 48″ est |       |
| Landes et zones humides de la Haute Vézère                                | SIC  | +07 707,        | FR7401105 | 45° 36′ 35″ nord, 2° 00′ 19″ est |       |
| Pelouses calcicoles et forêts du Causse Corrézien                         | SIC  | +00140,         | FR7401119 | 45° 05′ 23″ nord, 1° 28′ 54″ est |       |
| Ruisseaux de la région de Neuvic                                          | SIC  | +0 0007,65      | FR7401122 | 45° 19′ 10″ nord, 2° 13′ 26″ est |       |
| Tourbière de Négarioux-Malsagne                                           | SIC  | +00199,         | FR7401104 | 45° 43′ 43″ nord, 2° 01′ 43″ est |       |
| Tourbières et fonds tourbeux de Bonnefond Peret-Bel-Air                   | SIC  | +00732,         | FR7401123 | 45° 30′ 22″ nord, 2° 01′ 21″ est |       |
| Vallée de la Cère et tributaires                                          | SIC  | +03 031,        | FR7300900 | 44° 57′ 11″ nord, 1° 58′ 21″ est |       |
| Vallée de la Dordogne sur l'ensemble de son cours et affluents            | SIC  | +07 620,        | FR7401103 | 45° 13′ 37″ nord, 2° 07′ 54″ est |       |
| Vallée de la Montane vers Gimel                                           | SIC  | +00130,         | FR7401113 | 45° 17′ 39″ nord, 1° 50′ 13″ est |       |
| Vallée du Ruisseau du Moulin de Vignols                                   | SIC  | +00322,         | FR7401121 | 45° 19′ 33″ nord, 1° 22′ 47″ est |       |
| Vallée de la Vézère d'Uzerche à la limite départementale avec la Dordogne | SIC  | +00927,         | FR7401111 | 45° 18′ 11″ nord, 1° 28′ 12″ est |       |
| Gorges de la Dordogne                                                     | ZPS  | +46 037,        | FR7412001 | 45° 13′ 37″ nord, 2° 07′ 54″ est |       |
| Plateau de Millevaches                                                    | ZPS  | +65 974,        | FR7412003 | 45° 42′ 50″ nord, 1° 59′ 20″ est |       |